# Grit Boettcher
Grit Boettcher (Berlijn, 10 augustus 1938) is een Duitse actrice.

## Jeugd en opleiding
Grit Boettcher werd geboren in 1938 in Berlin-Spandau als de dochter van een beroepsmilitair. In haar jeugd maakte ze als ballerina en fotomodel haar eerste ervaringen op het toneel en voor de camera. Haar toneelopleiding voltooide ze aan de UFA-school, waar ze werd ontdekt door Viktor de Kowa en in dienst werd genomen voor haar eerste toneelrollen.

## Carrière
Als theater-actrice speelde ze tijdens haar carrière meer dan veertig verschillende rollen, hoofdzakelijk bij de Berlijnse Komödie an Kurfürstendamm en de Kleine Komödie in München. Ze gaf ook gastoptredens in andere theaters. Enkele stukken speelde ze tijdens haar carrière telkens weer, waaronder het blijspel Ingeborg (Curt Goetz, 1961, 1978, 1979) en Die Kaktusblüte (Neil Simon, 1966, 1991). De regie over het stuk Bleib, wie du bist (Peter Yeldham, 1987), waarin ze zelf de hoofdrol speelde, deed ze zelf.
Aan het einde van de jaren 1950 werd ze ook voor filmrollen gevraagd. Na enkele bijrollen, waaronder in Die Fasstnachtsbeichte (1960), kreeg ze spoedig ook hoofdrollen aangeboden naast toenmalige filmsterren als Heinz Rühmann in de film Er kann's nicht lassen (1962) en in de Edgar Wallace-films Der Schwarze Abt en Der Mönch mit der Peitsche aan de zijde van Joachim Fuchsberger. De laatste grote rol speelde ze in de komedie Drei Männer im Schnee (1974). Met de verbreiding van de televisie in de jaren 1960 kreeg Boettcher steeds meer aanbiedingen voor tv-producties. Na de eerste hoofdrol in de tv-serie So ein süßes kleines Biest volgden enkele tv-films. Het hoogtepunt in haar carrière beleefde ze vanaf 1977 als partner van Harald Juhnke in de ZDF-serie Ein verrücktes Paar, waarmee ze algemeen bekend werd. Dankzij deze serie, die tot 1980 te zien was, werden Boettcher en Juhnke tot publiekslievelingen. In 1980 werd ze onderscheiden met de tv-prijs Goldene Kamera.
In 1981 speelde ze met Peer Augustinski in de tv-komedie Zwei Männer zum Frühstück en in 1983 met Harald Juhnke in Mustergatte. Er volgden meerdere tv-producties en series, waaronder Hotel Paradies. Haar eigen programma Spaß mit Grit (1991) werd niet zo'n succes bij publiek en critici. In de jaren 1990 werden haar rollen en optredens steeds minder. Ze speelde nog wel in familieseries, waaronder Immer wieder Sonntags en Titus der Satansbraten en nog in enkele tv-films en series, zoals Streit um drei. In 2004 had ze een rol in de bioscoopfilm Der WiXXer en in 2006 stond ze voor tv-producties nog voor de camera. Naast haar carrière op het podium en voor de camera schreef ze in 1982 het boek Mein Buch. Mach ein Selbst aus Deinem Ich. In 1986 las ze in het Münchener Filmcafé uit haar gedichten, die ze had geschreven na de dood van haar man.
Sinds 3 februari 2010 was ze te zien in de telenovela Alisa – Folge deinem Herzen. Na de naamswijziging op 25 februari 2010 naar Hanna – Folge deinem Herzen speelde ze verder in dezelfde rol als Gitti Sommer tot de beëindiging van de serie in september 2010.

## Privéleven
Grit Boettcher leeft tegenwoordig in Ismaning bij München. Ze was getrouwd met de tv-redacteur Wolfgang Belstler, die overleed in 1969. Ze heeft een zoon en een dochter (Nicole Belstler-Boettcher), die ook actrice is en onder andere acteerde in Marienhof, Gute Zeiten, schlechte Zeiten en Tatort.

## Filmografie

### Bioscoop
- 1958: Solange das Herz schlägt
- 1959: Zwölf Mädchen und ein Mann
- 1959: Gitarren klingen leise durch die Nacht
- 1960: Die Fastnachtsbeichte
- 1960: Himmel, Amor und Zwirn
- 1960: Der Teufel hat gut lachen
- 1961: Freddy und der Millionär
- 1962: Er kann's nicht lassen
- 1962: Liebling, ich muß dich erschießen
- 1963: Liebe will gelernt sein
- 1963: Der schwarze Abt
- 1965: Corrida pour un espion
- 1966: Die Gentlemen bitten zur Kasse
- 1967: Der Mönch mit der Peitsche
- 1968: Der Tod im roten Jaguar
- 1968: Sommersprossen
- 1970: Der scharfe Heinrich
- 1974: Drei Männer im Schnee
- 1980: Leute wie du und ich
- 1998: Titus und der Fluch der Diamanten
- 2004: Der WiXXer
- 2007: Liebe auf Umwegen
- 2012: Unter Frauen
- 2013: Kaiserschmarrn
- 2020: Nightlife

### Televisie

#### Televisiefilms
- 1966: Spätere Heirat erwünscht
- 1967: Siedlung Arkadien
- 1968: Der Mann, der keinen Mord beging (meerdeler)
- 1969: Bitte recht freundlich, es wird geschossen (tweedeler)
- 1971: Ball im Savoy, tv-opvoering van de operette van Paul Abraham
- 1973: Bleib wie du bist
- 1979: Noch 'ne Oper
- 1986: Wasser für die Blumen
- 1987: Höchste Eisenbahn
- 1990: Das Gelächter des Suppenhuhns
- 2006: Das Schneckenhaus
- 2006: Unser Kindermädchen ist ein Millionär
- 2008: Kleine Lüge für die Liebe
- 2010: Ein Fall für Fingerhut
- 2012: Mensch Mama!
- 2013: Helden – Wenn dein Land dich braucht
- 2017: Nackt. Das Netz vergisst nie

#### Televisieseries
- 1961: Stahlnetz - Saison
- 1964: Das Kriminalmuseum – Der Schlüssel
- 1964: Slim Callaghan greift ein - Die Erbschaft
- 1966: Die fünfte Kolonne – Ein Auftrag für …
- 1972: Der Kommissar – Überlegungen eines Mörders
- 1977–1980: Ein verrücktes Paar (10 afleveringen)
- 1986: Das Traumschiff - Thailand
- 1986: Ich heirate eine Familie - Neuigkeiten
- 1987-1990: Wartesaal zum kleinen Glück (2 seizoenen, 37 afleveringen)
- 1988: Die Schwarzwaldklinik - Wie du mir, so ich dir
- 1989: Hotel Paradies (27 afleveringen)
- 1992–1996: Immer wieder Sonntag (31 afleveringen)
- 2001: Unser Charly - Nichts läuft ohne Charly
- 2003: Das Traumschiff – Südsee
- 2006: Rotkäppchen – Wege zum Glück
- 2006: Die Prosieben Märchenstunde - Rotkäppchen - Wege zum Glück
- 2006–2007: Fünf Sterne (27 afleveringen)
- 2007: Das Traumschiff - Shanghai
- 2007: Im Tal der wilden Rosen – Liebe im Schatten des Zweifels
- 2007-2008: Ein Fall für Nadja (6 afleveringen)
- 2010: Ein Haus voller Töchter (4 afleveringen)
- 2010: SOKO Stuttgart - Entmündigt
- 2010: Hanna - Folge deinem Herzen (voorheen Alisa – Folge deinem Herzen)
- 2011: In aller Freundschaft - Erwachen
- 2012: Um Himmels Willen - Gott und die Welt
- 2013: Heldt - Totalschaden
- 2013: Rosa Roth - Der Schuss
- 2015: Kreuzfahrt ins Glück - Hochzeitsreise nach Montenegro
- 2016: Kreuzfahrt ins Glück - Hochzeitsreise an die Loire

- 2016: Das Traumschiff - Kuba

- 2017: Um Himmels Willen - Alles oder nichts
- 2018: WaPo Bodensee - Alte Liebe
- 2018: Bettys Diagnose - Neues Leben
- 2019: Frühling – Sand unter den Füßen
- 2019, 2020: Kreuzfahrt ins Glück – Hochzeitsreise in die Normandie, Hochzeitsreise nach Menorca

## Hoorspelen
- 1968: Ephraim Kishon: Zieh den Stecker raus, das Wasser kocht – Regie: Wolfgang Spier
- 1973: Peter Terson: Die Angelpartie – Regie: Horst Loebe
- 1973: Alan Plater: Fred – Regie: Alexander Malachovsky
- 1974: Avery Hopwood: Seinerzeit ausverkauft (serie): Der Mustergatte – Regie: Heinz-Günter Stamm
- 1974: Ursula Wölfel: Siebenundzwanzig Suppengeschichten – Regie: Heinz-Günter Stamm
- 1975: John Murray: Und abends in die Komödie (serie): Taxifahrt – Regie: Heinz-Günter Stamm
- 1975: Herbert Rosendorfer: Rondo Mortale – Regie: Otto Kurth
- 1976: Rolf en Alexandra Becker: Dickie Dick Dickens & Co. (5e seizoen: 1e aflevering: Die Begegnung) – Regie: Peter M. Preissler
- 1976: Rolf en Alexandra Becker: Dickie Dick Dickens & Co. (3e aflevering: Was ist los mit der Emmerich-Hütte?) – Regie: Peter M. Preissler
- 1976: Rolf en Alexandra Becker: Dickie Dick Dickens & Co. (4e aflevering: Das Geschmeide der Kaiserin) – Regie: Peter M. Preissler
- 1976: Rolf en Alexandra Becker: Dickie Dick Dickens & Co. (6e aflevering: Die Delegation aus Hongkong) – Regie: Peter M. Preissler
- 1977: Curt Goetz: Seinerzeit ausverkauft (serie): Das Haus in Montevideo – Regie: Heinz-Günter Stamm
- 1977: Georg Lohmeier: Übergang oder Die Geduld – Regie: Hellmuth Kirchammer
- 1986: Franz R. Miller: Fin Gai Gai. Ein Hörspiel um Tiere, Käuze und einen Kobold – Regie: Alexander Malachovsky

- Bibliothèque nationale de France: cb16751996t (data)
- Gemeinsame Normdatei: 109770498
- International Standard Name Identifier: 0000 0001 1483 2084
- Library of Congress Control Number: no2008062108
- Virtual International Authority File: 163697004
- WorldCat: E39PBJwX9fFRGMTVjjtHq8B3wC